# Lockhart, South Carolina
Lockhart är en ort i Union County i delstaten South Carolina, USA.